# Nostalgia per l'Unione Sovietica

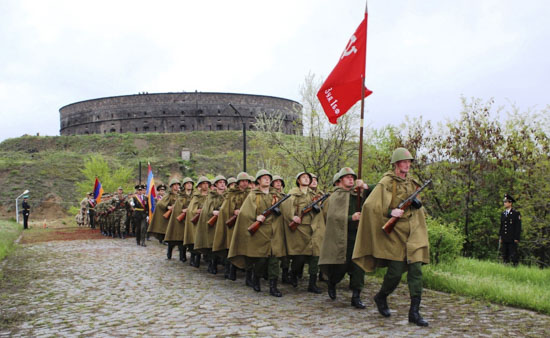
Armeni celebrano il Giorno della Vittoria sulla Germania Nazista il 9 maggio 2018

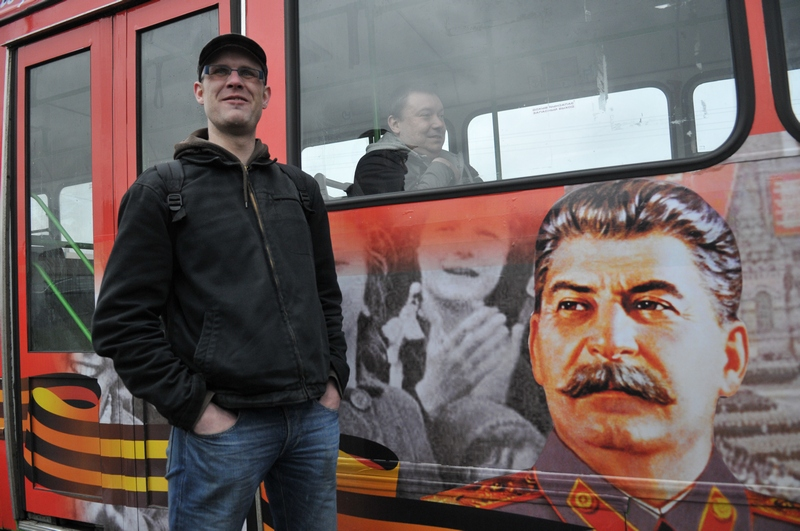
Un bus col ritratto di Stalin in servizio sulla tratta 187-К a San Pietroburgo nel maggio 2010

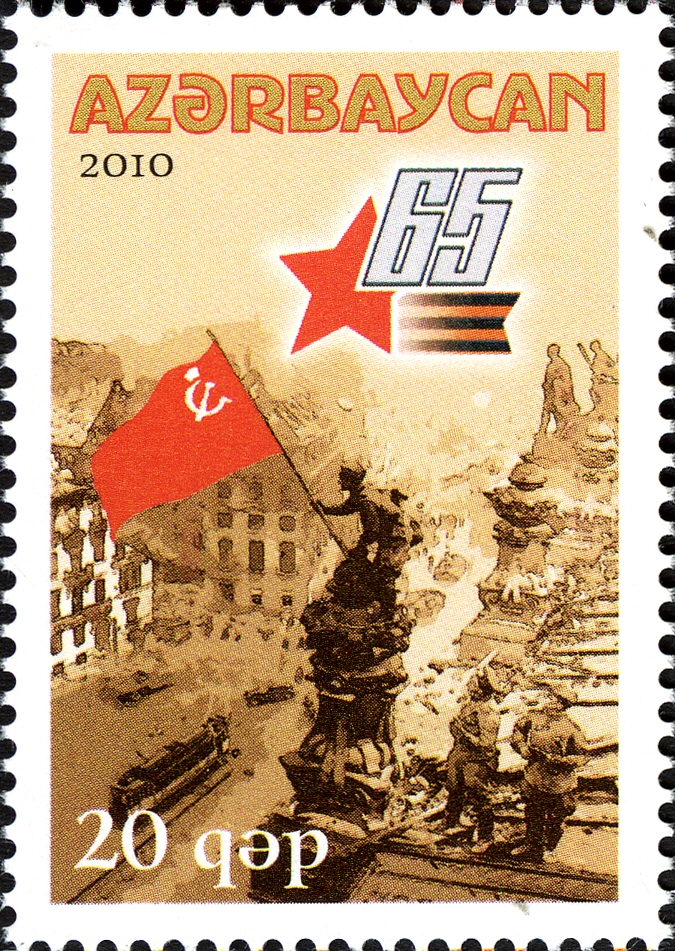
Francobollo dell'Azerbaigian, 2010

La nostalgia per l'Unione Sovietica (in russo ностальгия по СССР?, nostal'gija po SSSR), o nostalgia sovietica, è un fenomeno sociale di nostalgia verso l'era sovietica, per la sua politica, società, cultura o semplicemente l'estetica. Tale nostalgia si osserva nelle popolazioni appartenenti agli ex Stati membri dell'Unione Sovietica, come anche nelle persone nate nell'Unione Sovietica, ma residenti all'estero.
Nel 2004 è stato lanciato in Russia un canale televisivo chiamato Nostal'gija, con l'icona stilizzata di una falce e martello.

## Sondaggi
Dall'inizio della caduta dell'Unione Sovietica e del blocco socialista, sondaggi annuali, tenuti dal Levada Centr (Левада-Центр), hanno mostrato come più del 50% della popolazione russa sia scontenta del suo collasso, con la sola eccezione del 2012, quando i sondaggi scesero sotto il 50%. 
Un sondaggio del Levada Center del 2018 mostra che il 66% dei russi rimpiange la caduta dell'Unione Sovietica, e che la maggior parte di questi voti nostalgici provenga da persone più anziane di 55 anni. Lo stesso sondaggio nel 2020 mostra che a rimpiangere l'URSS sono il 75% dei russi.
In Armenia, il 12% degli intervistati ha detto che il collasso dell'URSS sia stato un bene, mentre il 66% ha affermato che sia stato dannoso. In Kirghizistan, il 16% degli intervistati ha detto che il collasso dell'URSS sia stato un bene, mentre il 61% ha detto che sia stato dannoso. Un sondaggio commissionato da Carnegie Endowment dice che il 38% degli Armeni concorda che la loro nazione "avrà sempre bisogno di un capo come Stalin".

## Ragioni
Secondo i sondaggi, quello di cui le persone sentono più la mancanza per l'Unione Sovietica, è il sistema economico condiviso, che provvedeva una certa stabilità finanziaria. Le riforme economiche neoliberali, approntate dopo la caduta dell'Unione sovietica e del blocco sovietico, portarono a degli standard di vita molto bassi, per la maggior parte della popolazione. Le politiche associate alla privatizzazione permisero all'economia del paese di venir controllata da una nuova oligarchia finanziaria. Il senso di appartenere a una superpotenza è una ragione secondaria di nostalgia; molti si sentirono umiliati e traditi dalla loro esperienza attraverso gli anni '90 e incolparono degli sconvolgimenti del paese i consiglieri delle potenze occidentali, specialmente per il fatto che la NATO si stava muovendo verso la sfera di influenza della Russia.
Secondo il Dr. Kristen Ghodsee, un ricercatore nell'Europa post-sovietica:
Secondo i sondaggi del Levada Center (novembre 2016), la gente sente la mancanza dell'Unione Sovietica principalmente per la distruzione del sistema economico comune delle sue 15 repubbliche (53%); la gente ha perduto il senso di appartenenza a una superpotenza (43%); diffidenza reciproca e crudeltà sono aumentati (31%); il senso di essere a casa in ogni parte dell'URSS si è perso (30%); e il contatto con amici e parenti si è perduta (28%). Il sociologo Karina Pipiya, del Levada Center, dice che i fattori economici hanno giocato un ruolo significativo nell'incremento della nostalgia per l'URSS, nei sondaggi del 2018, al contrario della perdita di prestigio o dell'identità nazionale, rilevando che una forte maggioranza dei russi "rimpiange che ci fosse una maggiore giustizia sociale, e che il governo lavorasse per il popolo e che fosse migliore in termini di cura per i cittadini e aspettative paternalistiche. Un sondaggio del giugno 2019 rileva che il 59% dei russi sentiva che il governo sovietico "si prendeva cura della gente comune". Il favore per Iosif Stalin ha anche raggiunto il suo record più alto nella primavera di quell'anno.